# Expedición científica Roosevelt-Rondon

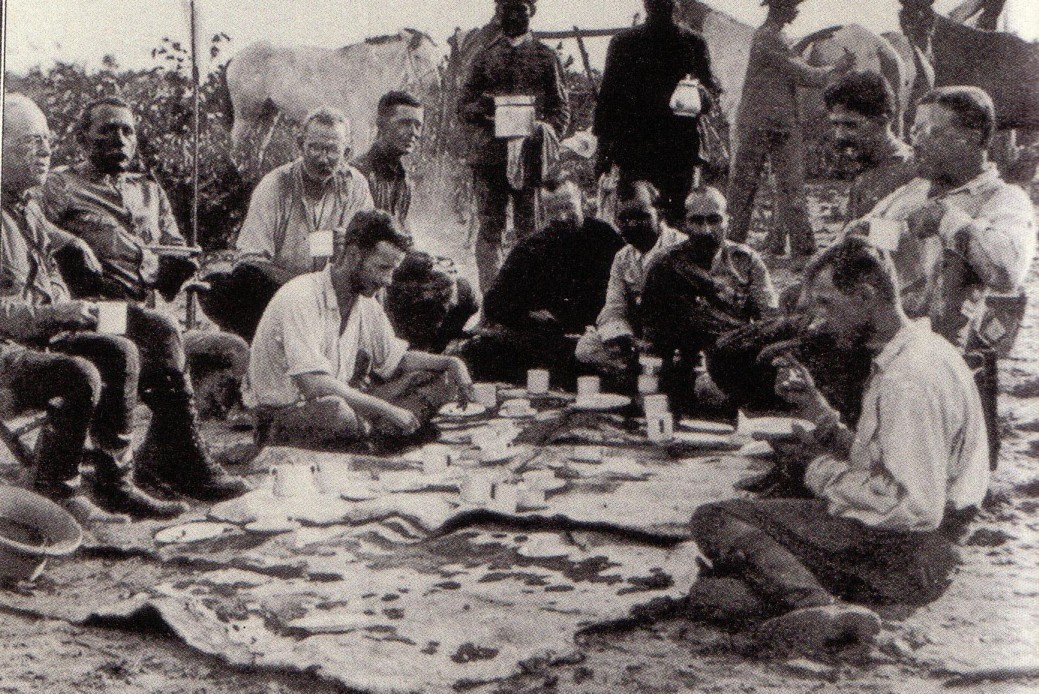
La expedición inicial del «río de la duda». De izquierda a derecha (sentados): Padre Zahm, Rondon, Kermit, Cherrie, Miller, cuatro brasileños, Roosevelt y Fiala.

La expedición científica Roosevelt-Rondon fue una travesía encaminada a explorar el río de la Duda (luego renombrado río Roosevelt), ubicado en la Amazonía brasileña.

## Desarrollo
Luego del resultado adverso en las elecciones de 1912, Theodore Roosevelt emprendió un viaje a Argentina y Brasil y un crucero por el Amazonas. En Brasil, se unió a la expedición organizada por Cândido Rondon que tenía como objetivo explorar el río de la Duda.
Los expedicionarios avanzaron por tierra, tratando de alcanzar el nacimiento del río Duda, desde donde el 27 de febrero de 1914 embarcaron en canoas y navegaron aguas abajo. El 15  de  abril  de  1914, luego de grandes dificultades, lograron arribar a un asentamiento en la región inferior del río. 

Durante la travesía, Roosevelt sufrió las consecuencias de la malaria y una infección en una pierna. Se ha sugerido que la exigencia física que representó la expedición pudo haber dejado un deterioro en su salud que precipitó su muerte.